# Diego Brandão
Diego Pereira Brandão (født 27. maj 1987 i Fortaleza i Brasilien) er en brasiliansk MMA-udøver som 2011–2016 konkurrerede i organisationen Ultimate Fighting Championship (UFC). Han har været professionel MMA-kæmper siden 2005 og er vinderen af Spike TV's The Ultimate Fighter: Team Bisping vs. Team Miller.

## Ultimate Fighting Championship
Brandão fik sin officielle UFC-debut den 3. december, 2011 på The Ultimate Fighter 14 Finale mod Dennis Bermudez for at kåre fjervægts-vinderen af The Ultimate Fighter 14. Efter en tæt kamp i 1.omgang blev Brandão slået ned og ramt med hårde slag på gulvet indtil han fangede Bermudez i en armbar og hurtigt submittede ham. Med sin indsats blev Brandão belønnet med Fight of the Night og Submission of the Night-prisen hvilket gav ham $80,000 i bonus. I interviewet efter kampen omtalte, Diego sin mor; "The only thing on my mind [is to] buy her [a] house".
Brandão kæmpede mod Darren Elkins den 26. maj, 2012 på UFC 146. Brandão tabte via enstemmig afgørelse.
Brandão kæmpede mod og besejrede Joey Gambino den 13. oktober, 2012 på UFC 153 hvor han vandt via enstemmig afgørelse.
Brandão mødte Dustin Poirier den 28. december, 2013 på UFC 168. Der var ondt blod mellem de to, hvilket kunne ses under deres nedstirring til indvejningen hvor Poirier mente, at Brandão havde truet med at "stab me in the neck." Brandão vejede ind 153 pund, 7 pund over den accepterede 146-pund-grænse for en fjervægts-ikke-titel-kamp Brandão fortsatte med at komme ned i vægt og vejede ind en time efter, men kunne kun komme ned 151.5 pund. Han fik en bøde på 25 % af sin løn, som han måtte give til Poirier, så kampen kunne finde sted. Han tabte via TKO i 1. omgang.
Brandão mødte Conor McGregor den 19. juli, 2014 på UFC Fight Night 46, hvor han erstattede en skadet Cole Miller. Brandão tabte kampen via TKO i 1. omgang.

## Mesterskaber og priser
- Ultimate Fighting Championship
  - The Ultimate Fighter 14 Featherweight Tournament Winner
  - Fight of the Night (1 gang)
  - Submission of the Night (1 gang)
  - Performance of the Night (1 gang)
  - Første brasilianer til at vinde The Ultimate Fighter
- Sherdog
  - 'Submission of the Year' 2017 - Top 5 List #5  vs. Murad Machaev[6]